# Cerro Quinsa Chata
Cerro Quinsa Chata är ett berg i Bolivia.   Det ligger i departementet Oruro, i den centrala delen av landet, 270 km väster om huvudstaden Sucre. Toppen på Cerro Quinsa Chata är 4 650 meter över havet, eller 63 meter över den omgivande terrängen. Bredden vid basen är 1,6 km.
Terrängen runt Cerro Quinsa Chata är huvudsakligen kuperad, men norrut är den bergig. Runt Cerro Quinsa Chata är det mycket glesbefolkat, med 3 invånare per kvadratkilometer.. 
Omgivningarna runt Cerro Quinsa Chata är i huvudsak ett öppet busklandskap.